# Muspac
Muspac är en ort i Mexiko.   Den ligger i kommunen Ostuacán och delstaten Chiapas, i den sydöstra delen av landet, 600 km öster om huvudstaden Mexico City. Muspac ligger 242 meter över havet och antalet invånare är 130.
Terrängen runt Muspac är kuperad åt sydost, men åt nordväst är den platt. Runt Muspac är det ganska glesbefolkat, med 25 invånare per kvadratkilometer. Närmaste större samhälle är Nuevo Juan del Grijalva, 4,1 km öster om Muspac. I omgivningarna runt Muspac växer huvudsakligen savannskog.